# Ulee Gunong (Tangse)
Ulee Gunong is een bestuurslaag in het regentschap Pidie van de provincie Atjeh, Indonesië. Ulee Gunong telt 728 inwoners (volkstelling 2010).